# Östanvik
Östanvik is een plaats in de gemeente Rättvik in het landschap Dalarna en de provincie Dalarnas län in Zweden. De plaats heeft 95 inwoners (2005) en een oppervlakte van 139 hectare.